# Tetranychus udaipurensis
Tetranychus udaipurensis är en spindeldjursart som beskrevs av Gupta 1994. Tetranychus udaipurensis ingår i släktet Tetranychus och familjen Tetranychidae. Inga underarter finns listade i Catalogue of Life.